# Fausto Cercignani
Fausto Cercignani (født 21. marts 1941) er en italiensk akademiker, essayist og digter.

## Aktiviteter
Fausto Cercignani har undervist på forskellige italienske universiteter som professor i engelsk, germansk filologi og tysk sprog og litteratur.
Vigtigste forskningsområder: Engelsk udtale i Shakespeares tid, germanske sprog, tysk sprog og tysk litteratur.

## Udvalgte værker

### Forskning i engelsk
- Shakespeare's Works and Elizabethan Pronunciation, Oxford, University Press (Clarendon Press), 1981.[2]
- English Rhymes and Pronunciation in the Mid-Seventeenth Century, i "English Studies", 56/6, 1975, 513-518.[3]
- The Development of */k/ and */sk/ in Old English, i "Journal of English and Germanic Philology", 82/3, 1983, 313-323.[4]

### Forskning i germanske sprog
- The Consonants of German: Synchrony and Diachrony , Milano, Cisalpino, 1979.[5]
- The Development of the Gothic Short/Lax Subsystem, i "Zeitschrift für vergleichende Sprachforschung", 93/2, 1979, 272-278.[6]
- Early «Umlaut» Phenomena in the Germanic Languages, i "Language", 56/1, 1980, 126-136.[7]
- Zum Hochdeutschen Konsonantismus. Phonologische Analyse und phonologischer Wandel, i "Beiträge zur Geschichte der deutschen Sprache und Literatur", 105/1, 1983, 1-13.[8]
- The Elaboration of the Gothic Alphabet and Orthography, i "Indogermanische Forschungen", 93, 1988, 168-185.[9]
- Saggi linguistici e filologici. Germanico, gotico, inglese e tedesco, Alessandria, Edizioni dell'Orso, 1992.[10]

### Litterær kritik

#### Bøger
- F. Cercignani - M. Giordano Lokrantz, In Danimarca e oltre. Per il centenario di Jens Peter Jacobsen, Milano, 1987.[11]
- F. Cercignani, Existenz und Heldentum bei Christa Wolf. «Der geteilte Himmel» und «Kassandra», Würzburg, Königshausen & Neumann, 1988.[12]
- F. Cercignani, Studia trakliana. Georg Trakl 1887-1987, Milano, Cisalpino, 1989.[13]
- F. Cercignani, Studia büchneriana. Georg Büchner 1988, Milano, Cisalpino, 1990.[14]
- F. Cercignani, Studia schnitzleriana, Alessandria, Edizioni dell'Orso, 1991.[15]
- F. Cercignani, Novalis, Milano, CUEM, 2002.[16]

#### Essays
- In Danimarca e oltre, i F. Cercignani - M. Giordano Lokrantz, In Danimarca e oltre. Per il centenario di Jens Peter Jacobsen, Milano, Cisalpino-Goliardica, 1987, pp. 11-12.[11]
- Disperata speranza: la trama del «Niels Lyhne», i F. Cercignani - M. Giordano Lokrantz, In Danimarca e oltre. Per il centenario di Jens Peter Jacobsen, Milano, Cisalpino-Goliardica, 1987, pp. 95-128.[11]
- Dunkel, Grün und Paradies. Karl Krolows lyrische Anfänge in «Hochgelobtes gutes Leben», i "Germanisch-Romanische Monatsschrift", 36/1, 1986, 59-78.[17]
- Zwischen irdischem Nichts und machtlosem Himmel. Karl Krolows «Gedichte» 1948: Enttäuschung und Verwirrung, i "Literaturwissenschaftliches Jahrbuch", 27, 1986, 197-217.[18]
- E. T. A. Hoffmann, Italien und die romantische Auffassung der Musik, i S. M. Moraldo (ed.), Das Land der Sehnsucht. E. T. A. Hoffmann und Italien, Heidelberg, Winter, 2002, 191-201.[19]

## Poesi
Cercignanis digte samles nu i et bind: Scritture. Poesie edite e inedite, Torino 2015.
Cercignani har også eksperimenteret med selvoversættelse af sine egne digte.

## Noveller
- Five Women (e-bog), 2013, Amazon/Kindle.

## Udmærkelser
Österreichisches Ehrenkreuz für Wissenschaft und Kunst I. klasse - Milano, 1996.